# Průduška
Průduška (bronchus) je trubicovitý orgán, který je součástí dýchací soustavy. Slouží k vedení vzduchu z plic a do plic.

## Anatomie
Dvě hlavní průdušky – pravý a levý primární bronchus – vznikají zdvojením (bifurkací) průdušnice (trachea). Postupně se dělí do tzv. bronchiálního stromu – sítě menších průdušek. Pravý primární bronchus se dělí na tři, levý na dva lobární bronchy (označované také jako sekundární nebo II. řádu). Lobární bronchy se pak větví vpravo na deset, vlevo na osm terciárních bronchů.
Ty se pak dále větví do menších bronchů, až se mění v průdušinky (bronchioly), jak se označují větve s průměrem menším než 1 mm. Celkově se průdušky takto dělí přibližně 25×.
Poslední částí je terminální bronchiolus, který přes respirační bronchiolus přechází v plicní sklípek (alveolus). V něm probíhá vlastní dýchání – přestup kyslíku do krve a naopak odvod oxidu uhličitého do vydechovaného vzduchu.

### Stěny průdušek

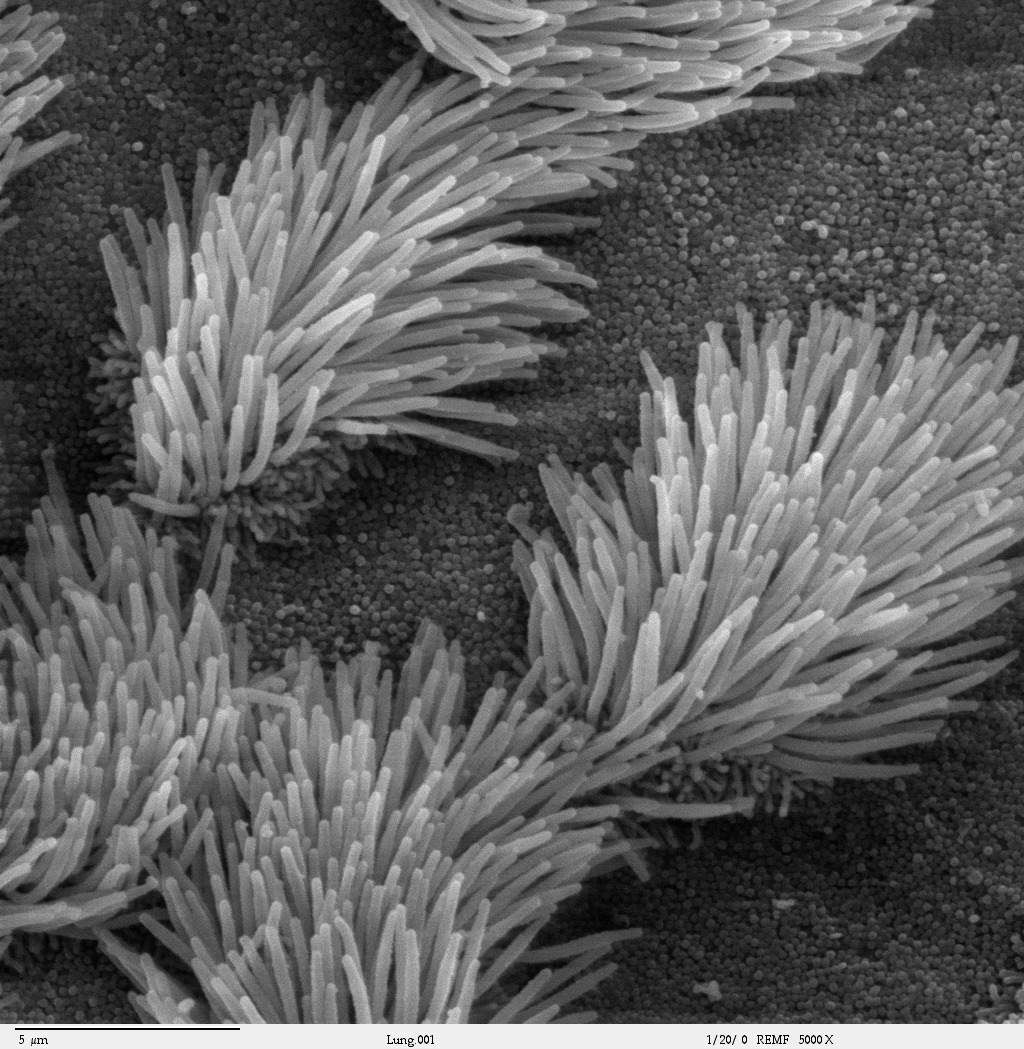
Řasinky v respiračním epitelu

Stěna průdušek se až do 7. dělení skládá z chrupavky a hladké svaloviny. Obsahují buňky řasinkového epitelu a žlázy tvořící hlen. Řasinky, pohybující se ve směru vydechovaného vzduchu, pomáhají spolu s hlenem zbavit se prachu a dalších částic obsažených ve vdechovaném vzduchu. Ve stěnách těchto průdušek jsou ještě endokrinní buňky obsahující serotonin. Ten podporuje mj. kontrakce hladké svaloviny ve stěně, díky nimž mohou průdušky měnit svůj průměr: zúžení průdušky se nazývá bronchospasmus, rozšíření bronchodilatace.
Stěny menších průdušek (obvykle od 8. dělení) již neobsahují chrupavčitou tkáň ani svalovou vrstvu a jsou stále tenčí. Obsahují již jen jednu vrstvu epitelárních buněk s řasinkami. Kromě nich jsou zde přítomny ještě granulované Clara buňky, které produkují látku podobnou surfaktantu, tedy povrchově aktivní látku.

## Nemoci průdušek
Nejčastější nemocí průdušek je bronchitida – zánět průdušek.
Vyšetření průdušek se dělá pomocí bronchoskopu (bronchofibroskopie). K vyšetření se používá ohebného trubicovitého přístroje, který se dostane až do průdušek nebo průdušinek, nutné je lokální umrtvení.

## Zajímavost
Ve starověku se lékaři domnívali, že tekutina a potrava se dostávají do žaludku pomocí průdušek a ne pomocí jícnu.